# Bartolomé de Carranza
Bartolomé de Carranza (1503 – 2. maj 1576) var en spansk prælat.

## Biografi
Carranza var dominikanermunk, Prof. i Teologi i Valladolid, Medlem af Koncilet i Trient 1545-48, hvor han med Kraft optraadte for en Reform af den kirkelige Disciplin. Som Infanten Filip’s Skriftefader fulgte han med denne til England, hvor han opflammede Dronning Maria til at forfølge Protestanterne. 1557 blev C. Ærkebiskop i Toledo, Spaniens Primas, og hermed begyndte hans Lidelseshistorie. Han blev anklaget for falsk Lære og kastet i Fængsel 1559. I 8 Aar sad han i Inkvisitionsfængslet i Valladolid, i 9 Aar i Engelsborg i Rom. 1576 blev han dømt til højtidelig at afsværge 16 lutherske Sætninger, som han mistænktes at hylde. Kort efter døde han i Dominikanerklostret Maria sopra Minerva i Rom. C. er en af Hovedmændene for den saakaldte sp. Reformation, som med Opretholdelse af den hierarkiske Forfatning ønskede strengere Tugt, mere levende Fromhed og nøjere Studium af den hellige Skrift.

## External links
- Wikimedia Commons har flere filer relateret til Bartolomé de Carranza